# Torneo de Metz 2011
El Torneo de Metz es un evento de tenis que se disputa en Metz, Francia, se juega entre el 17 y el 25 de septiembre de 2011.

## Campeones
- Individuales masculinos:  Jo-Wilfried Tsonga derrota a   Iván Ljubicic por 6–3, 6–7(4), 6–3. [1]

- Dobles masculinos:  Jamie Murray /  André Sa derrotan a  Lukáš Dlouhý /  Marcelo Melo por 6–4, 7–6(7).